# Doliocarpus elegans
Doliocarpus elegans Eichler – gatunek rośliny z rodziny ukęślowatych (Dilleniaceae Salisb.). Występuje endemicznie w Brazylii – w stanach Pará, Bahia, Goiás i Minas Gerais oraz w Dystrykcie Federalnym. 

## Morfologia
PokrójZimozielony krzew o pnących pędach.
LiścieBlaszka liściowa ma kształt lancetowaty. Mierzy 5–9,5 cm długości oraz 1,5–2,5 cm szerokości, jest całobrzega, ma wąską nasadę i ostry wierzchołek. Ogonek liściowy jest owłosiony i ma 7 mm długości.

## Biologia i ekologia
Rośnie w zaroślach. Występuje na wysokości od 1400 do 1500 m n.p.m.